# Arne (Siphnos)
Arne (altgriechisch Ἄρνη Árnē) ist in der griechischen Mythologie eine Bewohnerin von Siphnos.
Gegen Gold verriet sie ihre Heimatinsel an Kretas König Minos, der dann gegen Siphnos zu Felde zog. Als Strafe verwandelten die Götter Arne in eine Dohle, die ebenfalls als sehr goldgierig galt.